# Llista de matemàtics grecs
A continuació es presenta una llista dels matemàtics grecs més destacats de l'època clàssica.
| Índex A B C D E F G H I J K L M N O P Q R S T U V W X Y Z |

## A
- Ameristos
- Apol·loni de Perge
- Apol·loni de Tíana
- Aristarc de Samos
- Aristeu de Crotona
- Arquimedes
- Arquites de Tàrent
- Ascletarió
- Ateneu (escriptor)
- Autòlic (matemàtic)

## B
- Brisó d'Heraclea

## C
- Conó de Samos

## D
- Dinostrat
- Diocles (geòmetra)
- Diofant d'Alexandria
- Dionísodor de Kaunos
- Dositeu de Colonos
- Apóstolos Doxiadis

## E
- Eratòstenes
- Euclides

## H
- Hermòtim de Colofó
- Heró el Jove
- Hiparc de Nicea
- Hipàcia
- Hípies (geometra)
- Hipsicles

## L
- Lleonci Mecànic

## M
- Menelau d'Alexandria

## O
- Oenopides

## P
- Pappos d'Alexandria
- Pitàgores
- Poliè de Làmpsac
- Claudi Ptolemeu

## T
- Tales de Milet
- Teodosi de Bitínia
- Teodosi de Trípoli
- Teó d'Esmirna
- Timeu Matemàtic

## U
- Ulpià de Gaza